# Kontolanrahka
Kontolanrahka är en högmosse i kommunerna Pöytis och Loimaa i landskapet Egentliga Finland.
Mossen är en av de största och mest representativa i landskapet. Den är skyddad på basen av miljöskyddslagen och ingår i myrskyddsprogrammet och Natura 2000. Den är en god representant för miljötypen, välbildad, i relativt naturligt tillstånd och med alla för högmossarna väsentliga vegetationstyper. I mossen finns en källa. Mossen är värdefull också som mångsidigt fågelhabitat (14 fågelarter ingår i skyddsmotiveringarna).